# Wandammenhalbinsel
Die Wandammenhalbinsel liegt an der Nordküste im äußersten Westen Neuguineas, südöstlich der Vogelkophalbinsel. Sie liegt am Südufer der Cenderawasih-Bucht und gehört zur indonesischen Provinz Westpapua (Papua Barat).
Die Wondiwoiberge (auch Wandammenberge) bilden mit einer Höhe von bis zu 2252 m den Rückgrat der Halbinsel. Die Berge sind auf der Ostseite steil, während sie an der Westseite niedriger und weniger steil sind. Auf der Westseite liegen auch die meisten der wenigen Dörfer. Die wichtigsten Siedlungen sind von Nord nach Süd Sobiei, Wasior, Miei, Rasiei und Tandia. Die Berghänge sind zum größten Teil bewaldet. Nach Wasior gibt es einen Bootsverkehr von Manokwari und Ransiki aus.
Das hiesige Naturreservat zeichnet sich durch eine hohe Biodiversität aus. Es ist unter anderem Verbreitungsgebiet des Hüttengärtners.